# ウチェ・オケチュク
ウチェ・オケチュク（Uchechukwu Alozie Okechukwu、1967年9月27日 - ）は、ナイジェリアの元サッカー選手。元ナイジェリア代表。ポジションはディフェンダー。

## 来歴
1990年にナイジェリア代表デビュー。アフリカネイションズカップには3回出場、1994年大会では優勝した。1994 FIFAワールドカップでは全4試合に出場、ベスト16となった。1996年にはオーバーエイジ枠でアトランタオリンピックに出場、優勝した。1998 FIFAワールドカップにも出場、2大会連続でベスト16となった。2002年までに48試合に出場、3得点をあげた。

## 代表歴

### 出場大会
- ナイジェリア代表
  - 1994 FIFAワールドカップ
  - 1998 FIFAワールドカップ

### 試合数
- 国際Aマッチ 48試合 3得点（1990年-2002年）[1]

| ナイジェリア代表 | 国際Aマッチ | 国際Aマッチ |
| 年               | 出場        | 得点        |
| ---------------- | ----------- | ----------- |
| 1990             | 10          | 3           |
| 1991             | 1           | 0           |
| 1992             | 3           | 0           |
| 1993             | 4           | 0           |
| 1994             | 12          | 0           |
| 1995             | 4           | 0           |
| 1996             | 1           | 0           |
| 1997             | 5           | 0           |
| 1998             | 6           | 0           |
| 1999             | 0           | 0           |
| 2000             | 0           | 0           |
| 2001             | 0           | 0           |
| 2002             | 2           | 0           |
| 通算             | 48          | 3           |